# Эребру (хоккейный клуб)
Хоккейный клуб «Эребру» ХК (швед. Örebro HK) — профессиональный хоккейный клуб из города Эребру. Выступает в Шведской элитной серии. Домашняя арена — Берн Арена — вмещает 5 200 зрителей.

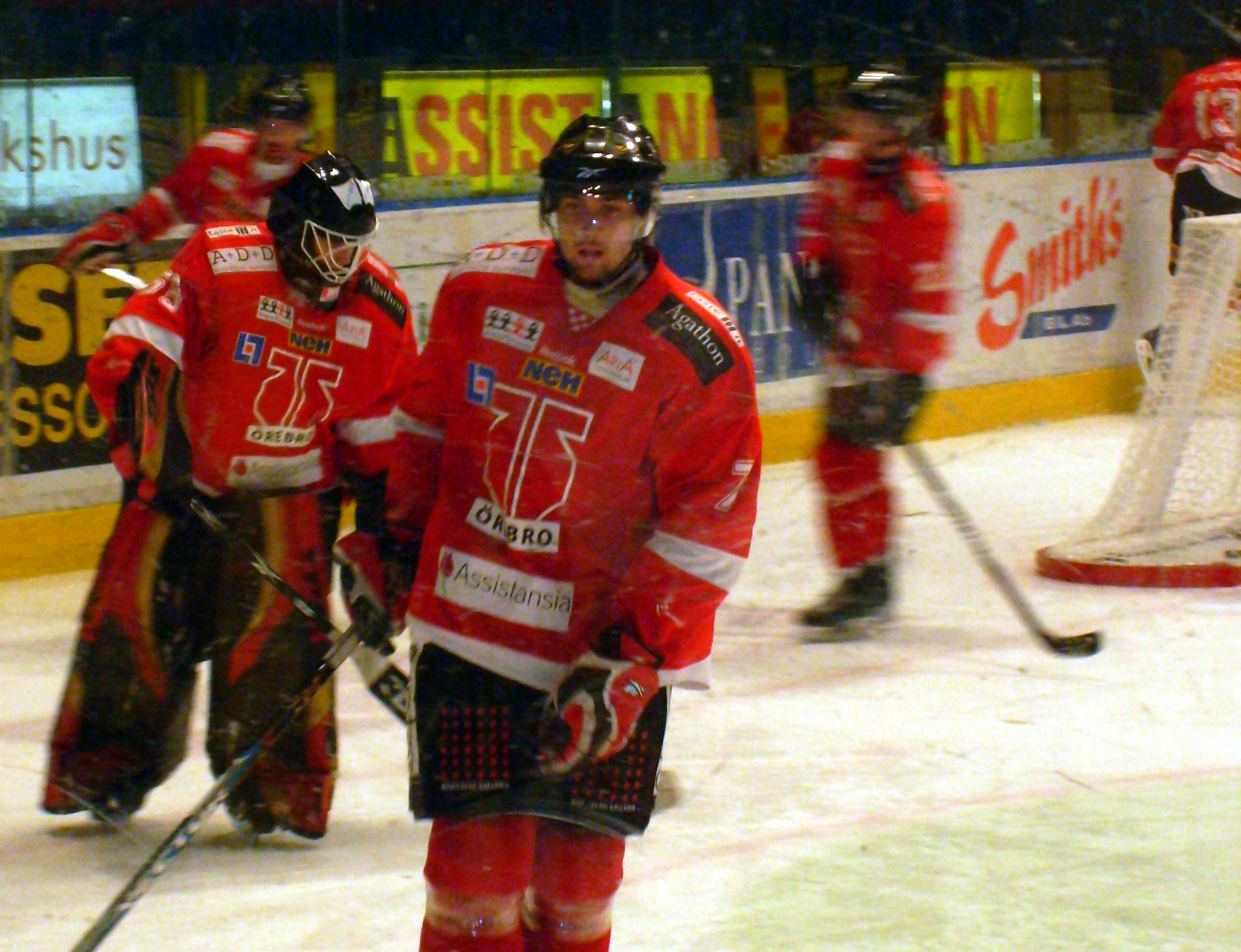
Хоккеист «Эребру».

## История
Клуб был образован в 1990 году как «ХК 90 Эребру». В 2005 году клуб сменил название на «Эребру» ХК . С сезона 2013/14 впервые выступает в Шведской элитной серии. 